# ارشمیدس
آرشمیدُس (به یونانی: Άρχιμήδης، تلفظ: آرخیمیدیس) (زادهٔ ۲۸۷ ق. م – ۲۱۲ ق. م∗) همه‌چیزدان، ریاضی‌دان، فیزیک‌دان، مهندس، مخترع و اخترشناس یونان باستان و از اهالی جزیرهٔ سیسیل در دریای مدیترانه بود. علی‌رغم اطلاعات اندک از زندگی او، وی در دوران باستان یکی از دانشمندان شناخته شده و محترم بود.

## زندگی‌نامه
ارشمیدس دانشمند و ریاضیدان یونانی در سال ۲۸۷ قبل از میلاد در شهر سیراکوز در سیسیل که آن زمان جزو مگنا گراسیا بود زاده شد و در جوانی برای آموختن دانش به اسکندریه رفت. بیشتر دوران زندگیش را در زادگاهش گذراند و با فرمانروای این شهر دوستی نزدیک داشت. زندگی ارشمیدس با آرامش کامل می‌گذشت. زمانی که جمهوری روم در خلال دومین جنگ کارتاژ در سال ۲۱۲ قبل از میلاد شهر سیراکوز را به تصرف خود درآوردند سردار رومی مارسلوس دستور داد که هیچ‌یک از سپاهیانش حق اذیت و آزار و توهین و ضرب و جرح ارشمیدس را ندارند. با این حال ارشمیدس قربانی غلبهٔ رومیان بر شهر سیراکوز شد و به دست یک سرباز مست رومی در ۲۱۲ قبل از میلاد کشته شد و این در حالی بود که در میدان بازار شهر در حال اندیشیدن به مسئله‌ای ریاضی بود. می‌گویند آخرین سخن او این بود: «دایره‌هایم را خراب نکن».

### کشف بزرگ ارشمیدس (اورکا اورکا)
ویترویوس نخستین کسی است که این روایت را نوشته. هرچند پلوتارک هم نسخه ای از این دارد. ویترویوس در "ده کتاب معماری" داستان کشف رابطه حجم و چگالی توسط ارشمیدس را چنین آورده‌است: "و اما دربارهٔ ارشمیدس، اگرچه او کشفیات شگفت آور بسیاری دارد اما از میان همه آنها چیزی که شرح خواهم داد ناشی از نبوغ بی حد و حصر او بود. شاه هیرو، پس از آنکه قدرت را به دست گرفت به عنوان پاسداشت موفقت خود تاج طلایی را که نذر کرده بود در معبدی خاص قرار دهد برای ساخت آن با مبلغی معین قرارداد بست و مقدار مشخص شده‌ای از طلا نیز به پیمانکار وزن کرده و دادند در زمان معین شده یک اثر دست ساز بسیار نفیس به شاه تحویل داده شده و موجبات رضایت خاطر او فراهم آمد و به نظر می‌رسید که وزن تاج دقیقا معادل طلایی است که تحویل شده. با این حال، کمی بعد اتهامی مطرح شد که طلا خالص نیست و به همان مقداری که طلا استفاده شده نقره هم استفاده شده شاه هیرو که خیال می‌کرد فریب خورده خشمگین شد اما نمی‌دانست چگونه می‌توان این دزدی را اثبات نمود و به همین دلیل از ارشمیدس کمک خواست. ارشمیدس وقتی که این مسئله در ذهنش بود و هنوز داشت به آن فکر می‌کرد تصادفا به حمام رفت و هنگامی که در وان نشست مشاهده نموند که هرچه بیشتر بدنش در وان فرومی‌رود آب بیشتری از وان به بیرون سر ریز می‌شود. وقتی پاسخ سؤال این مناقشه را یافت بدون لحظه ای درنگ با شادمانی فراوان از وان به بیرون جهید و برهنه از خانه خارج شده و از شادمانی می‌گریست و با صدای بلند فریاد می‌زد که پاسخ آنچه را می‌جست یافته و می‌دوید و به یونانی داد می‌زد یافتم یافتم. و می‌گویند آغاز کشف او چنین بود. می‌گویند او دو وزن برابر از طلا و نقره، مساوی با وزن تاج را درست کرد و بعد ظرف بزرگی را از آب پر نمود و اول وزن نقره ای برابر با تاج را به داخل آب فروکرد و هرچقدر آب از ظرف خارج شد به ظرف دیگری ریخت که دقیقا برابر همان حجمی بود که نقرهٔ فرورفته در آب داشت. آنگاه مقدار آب خارج شده را اندازه گرفته و به ظرف اصلی برگرداند و از این طریق مقدار آب معادل با نقره را پیدا کرد پس از این آزمایش، مشابهاتاً وزن طلایی برابر با تاج را درون ظرف فرو برد و بیرون آورد و مانند قبل آب خارج شده را اندازه نمود و مشاهده کرد که برابر با دفعه قبل نیست. بلکه از آن کمتر است. که یعنی مقدار آبی که بر اثر فروکردن وزن طلا خارج می‌شود از مقدار آبی که بر اثر فروکردن وزن برابر نقره خارج می‌شود کمتر است. در انتها در همان ظرف، خود تاج را فرو نمود. تاج در آب فرو شده و مشاهده کشت که نسبت مه مقدار آبی که از فروکردن وزن طلا خارج می‌شد. مقدار آب بیشتری خارج شد در نتیجه با استنتاج از این حقیقت که کاملا شفاف و روشن شد که در ساخت تاج ترکیبی از طلا و نقره استفاده شده‌است. "
اگر چه به نظر می‌رسد این داستان همچون بسیاری از کشفیات علمی (مثل داستان نیوتن و درخت سیب) دچار غلو و انحراف شده باشد ولی شهرتی جهانگیر دارد و کمابیش در همهٔ جهان شناخته شده‌است. روایت دیگری که به نظر می‌رسد از وجاهت بیشتری برخوردار باشد مربوط می‌شود به فرمان ساخت کشتی غول‌آسایی به نام «سیراکوسیا» از سوی پادشاه هایرون که منجر به کشف قانون شناوری یا همان اصل ارشمیدس شد.

## پیچ ارشمیدس
مقاله اصلی: پیچ ارشمیدس

نمای سه‌بُعدی پیچ ارشمیدس

اختراعی منسوب به ارشمیدس که در گذشته از آن برای آبیاری و بالا کشیدن آب‌های زیرزمینی استفاده می‌کردند. به شکل لوله‌ای مارپیچ بود که محور آن زاویه‌ای ۴۵ درجه با راستای افقی می‌ساخت. یک سر پیچ در مخزن آب قرار داشت، با چرخاندن پیچ آب از لوله بالا می‌رفت. برخی از محققان معتقدند که نوع دیگری از این پیچ برای آبیاری باغ‌های معلق بابل استفاده می‌شده‌است. او مخترع پمپ انتقال مایعات است که پیچ ارشمیدس نام دارد. می‌گویند او پس از کشف پیچ ارشمیدس تا ساعت‌ها از خوشحالی دور میدانی می‌دوید.

## فعالیت در حوزه‌های دیگر
ارشمیدس در ریاضیات از ظرفیت‌های هوشی بسیار برخوردار بود. او منجنیق‌هایی برای دفاع از سرزمین خود اختراع کرد که بسیار سودمند افتادند. او توانست سطح و حجم جسم‌هایی مانند کره، استوانه و مخروط را حساب کند و روش نوینی برای اندازه‌گیری در دانش ریاضی پدیدآورد. همچنین به دست آوردن عدد پی نیز از کارهای گران‌قدر وی است. او کتاب‌هایی دربارهٔ خصوصیات و روش‌های اندازه‌گیری اشکال و حجم‌های هندسی از قبیل مخروط، منحنی حلزونی و خط مارپیچ، سهمی، سطح کره و استوانه نوشته، علاوه بر آن او قوانینی دربارهٔ سطح شیب‌دار، پیچ، اهرم و مرکز ثقل کشف کرد.
یکی از روش‌های نوین ارشمیدس در ریاضیات به دست آوردن عدد پی بود. وی برای محاسبهٔ عدد پی، یعنی نسبت محیط دایره به قطر آن روشی به دست داد و ثابت کرد که عدد محصور مابین {\displaystyle {\tfrac {1}{7}}}3 (تقریبا ۳٫۱۴۲۹) و {\displaystyle {\tfrac {10}{71}}}3 (تقریبا ۳٫۱۴۰۸) است. گذشته از آن روش‌های گوناگونی برای تعیین جذر تقریبی اعداد به دست داد و از مطالعه آن‌ها معلوم می‌شود که وی قبل از ریاضیدانان هندی با کسرهای متصل یا مداوم متناوب آشنایی داشته‌است. در حساب روش غیرعملی و چند عملی یونانیان را که برای نمایش اعداد از علائم متفاوت استفاده می‌کردند به کنار گذاشت و پیش خود دستگاه شمارشی اختراع کرد که به کمک آن ممکن بود هر عدد بزرگی را بنویسیم و بخوانیم.
دانش تعادل مایعات به‌وسیلهٔ ارشمیدس کشف شد و وی توانست قوانین آن را برای تعیین وضع تعادل اجسام غوطه‌ور به کار ببرد. همچنین برای اولین بار برخی از اصول مکانیک را به وضوح و دقت بیان کرد و قوانین اهرم را کشف کرد.
بزرگ‌ترین افتخار ارشمیدس این بود که نسبت بین یک کره و استوانه محیط آن را بدست آورده‌است. کره ۲/۳ حجم استوانه را داراست و همین‌طور مساحت سطح کره ۲/۳ مساحت سطح استوانه است. بنابر وصیتش یک کره و یک استوانه بر روی مزارش حک شد.

## ارشمیدس و دیگر دانشمندان دوران خود
ارشمیدس دربارهٔ خود گفته‌ای دارد که با وجود گذشت قرن‌ها جاودان مانده: «نقطهٔ اتکایی به من بدهید تا زمین را از جا بلند کنم». مشابه همین گفته به صورت دیگری در متون ادبی زبان یونانی از قول ارشمیدس نقل شده‌است، اما مفهوم در هر دو صورت یکی است. ارشمیدس گوشه‌گیر و منزوی بود. در جوانی به مصر مسافرت کرد و مدتی در شهر اسکندریه به تحصیل پرداخت و در این شهر دو دوست قدیمی یافت، یکی از آن‌ها کونون است که ریاضیدان قابلی بود و ارشمیدس چه از لحاظ فکری و چه از نظر شخصیتی برای وی احترام قائل بود و دیگری اراتوستن که گرچه ریاضیدان لایقی بود، اما مردی سطحی به‌شمار می‌رفت که برای خویش احترام خارق‌العاده‌ای قائل بود.
ارشمیدس با کونون ارتباط و مکاتبه دائمی داشت و بخش مهمی از آثار خویش را در این نامه‌ها با او در میان گذاشت و بعد از مرگ وی، ارشمیدس با دوستی که از شاگردان کونون بود مکاتبه می‌کرد. در سال ۱۹۰۶ ج. ل. هایبرگ مورخ دانشمند و متخصص تاریخ ریاضیات یونانی در شهر قسطنطنیه موفق به کشف مدرک باارزشی شد. این مدرک کتابی است به نام قضایای مکانیک و روش آن‌ها که ارشمیدس برای دوست خود اراتوستن فرستاده بود. موضوع این کتاب مقایسه حجم یا سطح نامعلوم شکلی با حجم‌ها و سطوح معلوم اَشکال دیگر است که به‌وسیله آن ارشمیدس موفق به تعیین نتیجه مطلوب می‌شد.
از نکات علمی ارشمیدس روش‌های محاسبه اوست. وی دو هزار سال قبل از اسحاق نیوتن و لایب‌نیتس موفق به اختراع حساب انتگرال شد و حتی در حل یکی از مسائل خویش نکته‌ای به کار برد که می‌توان او را از پیش‌گامان فکر ایجاد حساب دیفرانسیل دانست.

## بزرگ‌ترین فعالیت‌ها
- تعیین عدد پی
- ساخت قرقره ارشمیدس
- قانون چگالی در مایعات[۴]